# 克罗彭施泰特
克罗彭施泰特（德語：Kroppenstedt，發音：[ˈkʁɔpn̩ˌʃtɛt] ⓘ）是德国萨克森-安哈尔特州伯尔德县的城市，面积38.65平方千米，2023年12月31日人口为1,377人。